# Parc Jacques-Cartier
Pour les articles homonymes, voir Jacques Cartier (homonymie).
Le parc Jacques-Cartier est un parc situé à Gatineau, Québec, Canada, au bord de la rivière des Outaouais. Il se trouve au pied du pont Alexandra, en face du Musée des beaux-arts du Canada à Ottawa. Il porte le nom de l'explorateur français Jacques Cartier, qui est arrivé à l'embouchure de la rivière des Outaouais alors qu'il cherchait le passage du Nord-Ouest. La Commission de la capitale nationale (CCN) utilise ce site pour organiser l'un de ses événements annuels les plus populaires, le Bal de Neige, tous les mois de février. C'est aussi un site occupé pour la fête du Canada, offrant des activités telles que des spectacles de musique et de danse tout au long de la journée, des animations et des activités pour les enfants, ainsi que des démonstrations de l’équipe de parachutistes des SkyHawks des Forces canadiennes.
La Maison Charron, la plus ancienne demeure de la ville de Hull, est située dans le parc. Il a été restauré par la CCN en 1985 et est utilisé pour diverses activités.